# Ричленд (Південна Дакота)
Ричленд (англ. Richland) — переписна місцевість (CDP) в США, в окрузі Юніон штату Південна Дакота. Населення — 225 осіб (2020).

## Географія
Ричленд розташований за координатами 42°45′48″ пн. ш. 96°38′52″ зх. д. / 42.76333° пн. ш. 96.64778° зх. д. (42.763417, -96.647850).  За даними Бюро перепису населення США в 2010 році переписна місцевість мала площу 14,62 км², уся площа — суходіл.

## Демографія
Згідно з переписом 2010 року, у переписній місцевості мешкало 89 осіб у 41 домогосподарстві у складі 22 родин. Густота населення становила 6 осіб/км².  Було 48 помешкань (3/км²).
Расовий склад населення:
| - 96,6 % — білих - 1,1 % — азіатів |

До двох чи більше рас належало 2,2 %. Частка іспаномовних становила 0,0 % від усіх жителів.
За віковим діапазоном населення розподілялося таким чином: 18,0 % — особи молодші 18 років, 58,4 % — особи у віці 18—64 років, 23,6 % — особи у віці 65 років та старші. Медіана віку мешканця становила 44,6 року. На 100 осіб жіночої статі у переписній місцевості припадало 102,3 чоловіків;  на 100 жінок у віці від 18 років та старших — 114,7 чоловіків також старших 18 років.
Цивільне працевлаштоване населення становило 29 осіб. Основні галузі зайнятості: роздрібна торгівля — 58,6 %, виробництво — 41,4 %.